# Alexander Scharff (Ägyptologe)
Alexander Scharff (* 26. Februar 1892 in Frankfurt am Main; † 12. November 1950 in München) war ein deutscher Ägyptologe.

## Leben
Scharff ging in Frankfurt am Main zur Schule, wo er im Jahr 1910 das Abitur erlangte. Er nahm in Oxford das Studium der Ägyptologie auf, das er jedoch unterbrach, um für ein Jahr von 1910 bis 1911 freiwillig bei der Artillerie zu dienen. Im Anschluss studierte er an der Universität Berlin Ägyptologie, semitische Sprachen und Alte Geschichte. Im Ersten Weltkrieg diente er als Leutnant an der Westfront.
Im Anschluss arbeitete er ab 1919 in Berlin am Ägyptischen Wörterbuch und wurde 1920 promoviert. In der Folge arbeitete er als wissenschaftliche Hilfskraft am Ägyptischen Museum in Berlin, seit 1922 als Kustos, 1928 wurde er Direktionsassistent. 1927 wurde er an der Universität Halle habilitiert, im darauffolgenden Jahr wurde ihm der Professorentitel verliehen. 1931 wurde er an die Universität Berlin umhabilitiert, 1932 wurde er Professor für Ägyptologie an der Universität München und leitete dort nebenamtlich die Ägyptische Staatssammlung. Er führte das Institut durch die Zeit des Nationalsozialismus und förderte in dieser Zeit auch und gerade Studenten, denen in dieser Zeit keine wissenschaftliche Karriere möglich gewesen wäre, darunter Hanns Stock und Hans Wolfgang Müller. Seit 1935 war er ordentliches Mitglied der Bayerischen Akademie der Wissenschaften.
In einem Brief, den Georg Steindorff im Juni 1945 an den US-amerikanischen Archäologen John Wilson schrieb, listete er in der sogenannten Steindorff-Liste deutsche Ägyptologen auf und bewertete ihr Verhalten in der Zeit des Nationalsozialismus. Alexander Scharff steht dort an erster Position der Personen, die in der NS-Zeit integer geblieben seien. Die Integrität behielt er auch nach dem Krieg bei, etwa als er seinem ehemaligen Schüler und strikten Nationalsozialisten Hellmut Brunner in dessen Entnazifizierungsverfahren keinen Persilschein ausstellte, sondern wahrheitsgemäße Angaben machte.

## Schriften (Auswahl)
- Grundzüge der ägyptischen Vorgeschichte. Leipzig 1927 (= Habilitationsschrift)
- Die Altertümer der Vor- und Frühzeit Ägyptens. Zwei Bände, Berlin 1929/1931.
- Archäologische Beiträge zur Frage der Entstehung der Hieroglyphenschrift. München 1942.
- Die Ausbreitung des Osiriskultes in der Frühzeit und während des Alten Reiches. Verlag der Bayerischen Akademie der Wissenschaften, München 1948.
- zusammen mit Anton Moortgat: Ägypten und Vorderasien im Altertum. München 1950.